# NGC 869
NGC 869 és un cúmul obert localitzat a 7600 anys llum en la constel·lació de Perseu. El cúmul té una edat aproximada de 13 milions d'anys. És el més occidental del Doble Cúmul amb NGC 884. Localitzats en l'associació Perseu OB1 tots dos cúmuls estan físicament un prop de l'altre, a solo uns centenars d'anys llum de distància. Els cúmuls van ser registrats per primera vegada per Hiparc de Nicea, però és probable que es coneguin des de l'antiguitat.
El Doble Cúmul és un favorit dels astrònoms aficionats. Aquests cúmuls brillants sovint es fotografien o s'observen amb petits telescopis. Fàcils de trobar, són visibles a simple vista entre les constel·lacions de Perseu i Casiopea com una taca brillant en el cel d'hivern de la Via Làctia.
Amb petits telescopis el cúmul apareix com un bell conjunt d'estels brillants localitzats en un ric camp estel·lar. Dominat per estels blaus brillants el cúmul també alberga uns quants estels taronges que afegeixen interès visual.
De vegades conegut com a h Per aquesta denominació probablement es refereix a un estel proper més tènue.